# 弓背蟻屬
巨山蟻屬（英文俗名：Carpenter ants，Suger ants），又名弓背蟻屬或木匠蟻屬，是蟻科山蟻亞科的一個屬，其物種俗称木匠蟻或木蟻。牠們通常在潮濕的地方築巢，巢穴可能建於房屋的橫樑、地板或牆內，以食物碎屑或其他昆蟲為食。弓背蟻是螞蟻家族的大成員，以習性聞名，在木或土裡鑽道。牠們以這些隧道為生活中心，多數在晚上覓食覓水。這類蟻通常在屋裡建立附屬群族，而主群族則在樹裡或地上駐紮。

## 習性

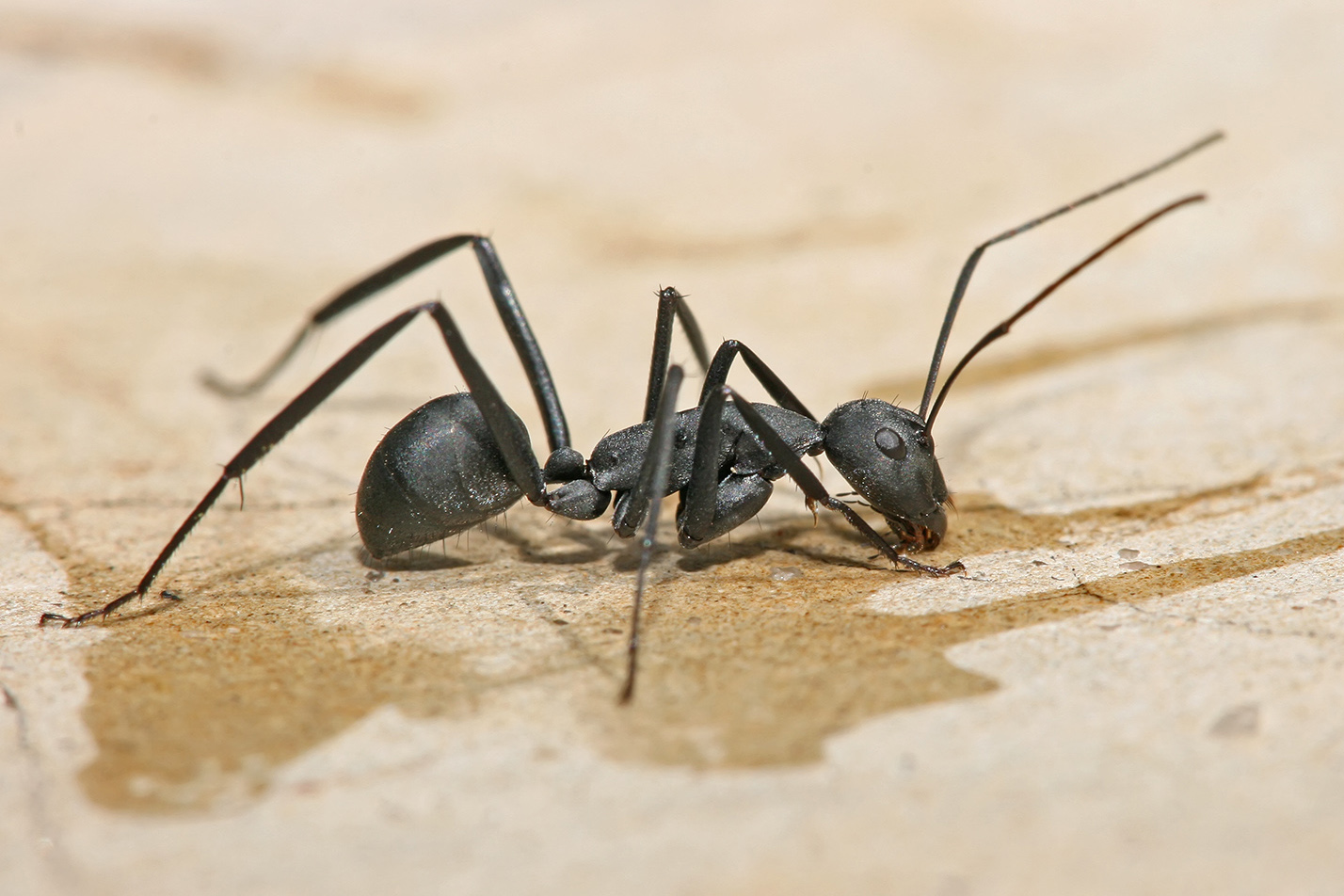
工蟻

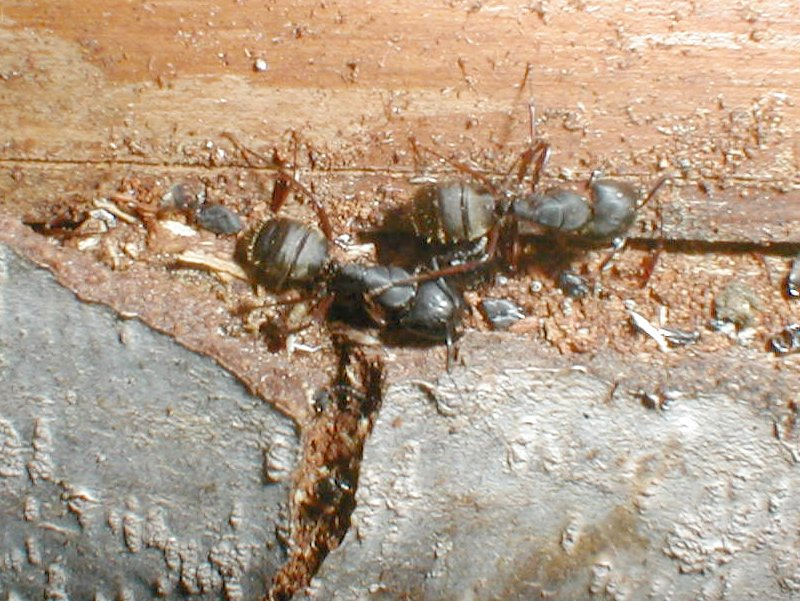
弓背蚁（Camponotus sp.）

弓背蟻可以在不同地方築巢，這些地方可以是該結構的外面或裡面。弓背蟻實際上會築兩種巢，一個成熟主群族一般包括一隻產卵的蟻后、許多待孵的卵、二千幾隻工蟻，以及一個只有工蟻的附屬群族。屋裡的弓背蟻可以來自主群族或附屬群族。例如，弓背蟻可以來自戶外樹木及其殘枝、柴堆的主巢穴；或可能來自藏在屋裡廚房浴室後牆壁，或屋頂閣樓空隙濕木的附屬群族。
弓背蟻一年多個月都在戶外活躍，尤其是春夏天。在冬末春初之候，弓背蟻活躍於房屋裡。春夏（5或6月）季看見弓背蟻時，牠們的巢多半在戶外，並在找尋食物。弓背蟻的自然食物包括蚜蟲或其他昆蟲所分泌的蜜露和植物的汁液。本屬的膨胀弓背蚁（Camponotus inflatus）具有特殊的貯蜜蟻階級，可以收集並儲存這些糖蜜，並在食物缺乏時得以取用。
弓背蟻會挖穿木材築巢。牠們在樹木裡挖的「走道」很平滑，就像用砂紙磨的面一樣，但被牠們破壞的木材不會像被白蟻破壞的有含泥類物質。而挖巢時製作出來得木材碎片就像粗糙的鋸木屑一樣。當發現上述木屑（一般會包括死蟻和些少弓背蟻吃過的蟲），就是證明附近有弓背蟻巢的好指示。但通常這些挖出來的木屑都是留在牆壁後面或隱閉的地方。弓背蟻可以在濕木或乾木築巢，但偏好濕木如水槽、浴盆、窗、門框、屋頂洞隙、或故障的煙囪附近。
巢穴尤其常見於潮濕的地方，凹陷的空間，如洗碗機後的牆隙位，或門口柱欄的凹陷位。由於沒有明顯的外在破壞痕跡，所以可以用螺絲起子來探測木材有否被破壞。另一個找隱閉巢穴的方法就是用螺絲起子的底部沿著護壁板和其他木材表面輕拍，聽聽是否已有被破壞的聲音。如果巢穴在附近，弓背蟻通常會從巢裡發出「沙沙」聲，就像弄皺玻璃紙的聲音。
房屋的破壞程度是根據有多少巢穴同時出現在該建築裡，和蟲害已存在多久。雖然較大的弓背蟻群族能引起結構性毀壞，但是一般不會像被白蟻侵蝕的那樣嚴重。

## 生命週期
一般弓背蟻的群族都能活很久。每個群族建基於一隻單身已受精蚁后。蟻后體型可達19.1毫米。蟻后會在樹洞裡建立巢穴哺養首次生出來的工蟻。在這階段，牠不會進食或離巢。早餵哺的工蟻要收集食物餵幼蟲。由於食物供應變得更穩定鞏固，群族生長也逐漸加速。一個群族要有二千工蟻才算完善成熟並生育處女蟻后和雄蟻。要達到這階段，大概要3至6年或更多的時間，群族之後會每年生產處女蟻后和雄蟻，牠們會在5至7月離巢举行婚飞并交配。

## 控制

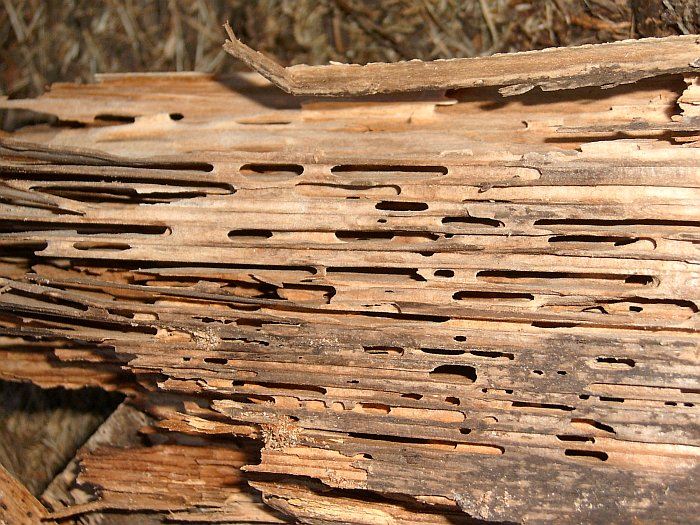
广布弓背蚁（C. herculeanus）侵襲後的木頭

控制弓背蟻的最佳方法是毀滅牠們的巢穴。最近的研究指出弓背蟻會跟隨附屬群族和主群族間的明顯痕跡行動，弓背蟻也靠這些氣味痕跡去通知巢友食物的位置。在房屋受侵害時，只要有耐性就可以用這些痕跡去搜尋牠們的位置並有效控制。
在弓背蟻出沒的牆隙和其他隱蔽空間小心地鑽一系列1/8英吋的孔，把硼酸（適合於多數儲存具）噴入懷疑是巢穴的地方。硼酸粉末會在這些隱蔽空隙散播並殺死弓背蟻。如果懷疑巢穴在牆裡，就在弓背蟻進入牆的兩面的至少3～6呎都噴上硼酸，減少牠們接觸巢穴的機會。弓背蟻喜歡沿電線、管狀和邊角位之類的地形行走。如果懷疑巢穴位處於電線管或電掣開關後面就不要噴射任何液體或插入尖銳金屬物品到電器插座附近。

## 其他
所有這種類螞蟻體內都會有細菌的內共生體，稱為Blochmannia。這些細菌有細小的基因組，是保留基因去生物合成必要的胺基酸和其他營養。因此這些細菌在螞蟻的營養裡扮演一個頗重要角色。而很多弓背蟻屬的品種也會感染另一種傳播於昆蟲群族的內共生體—沃爾巴克氏體。

## 分类
部分文獻將截頭山蟻屬列為本屬的亞屬
，但截頭山蟻屬已於2016年提升至獨立的屬。